# Liste der Biografien/Becka
Liste der Biografien |
Portal Biografien |
Personensuche
# |
A |
B |
C |
D |
E |
F |
G |
H |
I |
J |
K |
L |
M |
N |
O |
P |
Q |
R |
S |
T |
U |
V |
W |
X |
Y |
Z |
?
 
Ba |
Be |
Bd |
Bg |
Bh |
Bi |
Bj |
Bl |
Bm |
Bn |
Bo |
Br |
Bs |
Bu |
Bw |
By |
Bz
 
Bea–Beb |
Bec |
Bed |
Bee |
Bef |
Beg |
Beh |
Bei |
Bej |
Bek |
Bel |
Bem |
Ben |
Beo |
Bep |
Beq |
Ber |
Bes |
Bet |
Beu |
Bev |
Bew |
Bex |
Bey |
Bez
 
Beca |
Becc |
Bece |
Bech |
Beci |
Beck |
Becl |
Becm |
Becn |
Beco |
Becq |
Becr |
Becs |
Bect |
Becu |
Becv |
Becz
 
Becka |
Beckb |
Becke |
Beckf |
Beckh |
Becki |
Beckj |
Beckl |
Beckm |
Beckn |
Becko |
Beckr |
Becks |
Becku |
Beckw |
Beckx |
Becky
Die Liste der Biografien führt alle Personen auf, die in der deutschsprachigen Wikipedia einen Artikel haben. Dieses ist eine Teilliste mit 7 Einträgen von Personen, deren Namen mit den Buchstaben „Becka“ beginnt.

## Becka
- Bečka, Bohdan (1863–1940), tschechoslowakischer Volkswirtschaftler, Politiker, Abgeordneter und Finanzminister
- Bečka, Jiří (1915–2004), tschechischer Orientalist und Iranist
- Becka, Michelle (* 1972), deutsche katholische Theologin
- Bečka, Pavel (* 1970), tschechischer Basketballspieler
- Bečka, Radek (* 1979), tschechischer Radrennfahrer

### Beckae
- Beckaert, Albert (1910–1980), belgischer Radrennfahrer

### Beckam
- Beckamp, Roger (* 1975), deutscher Politiker (AfD), MdB, MdLRoger Beckamp (* 1975)

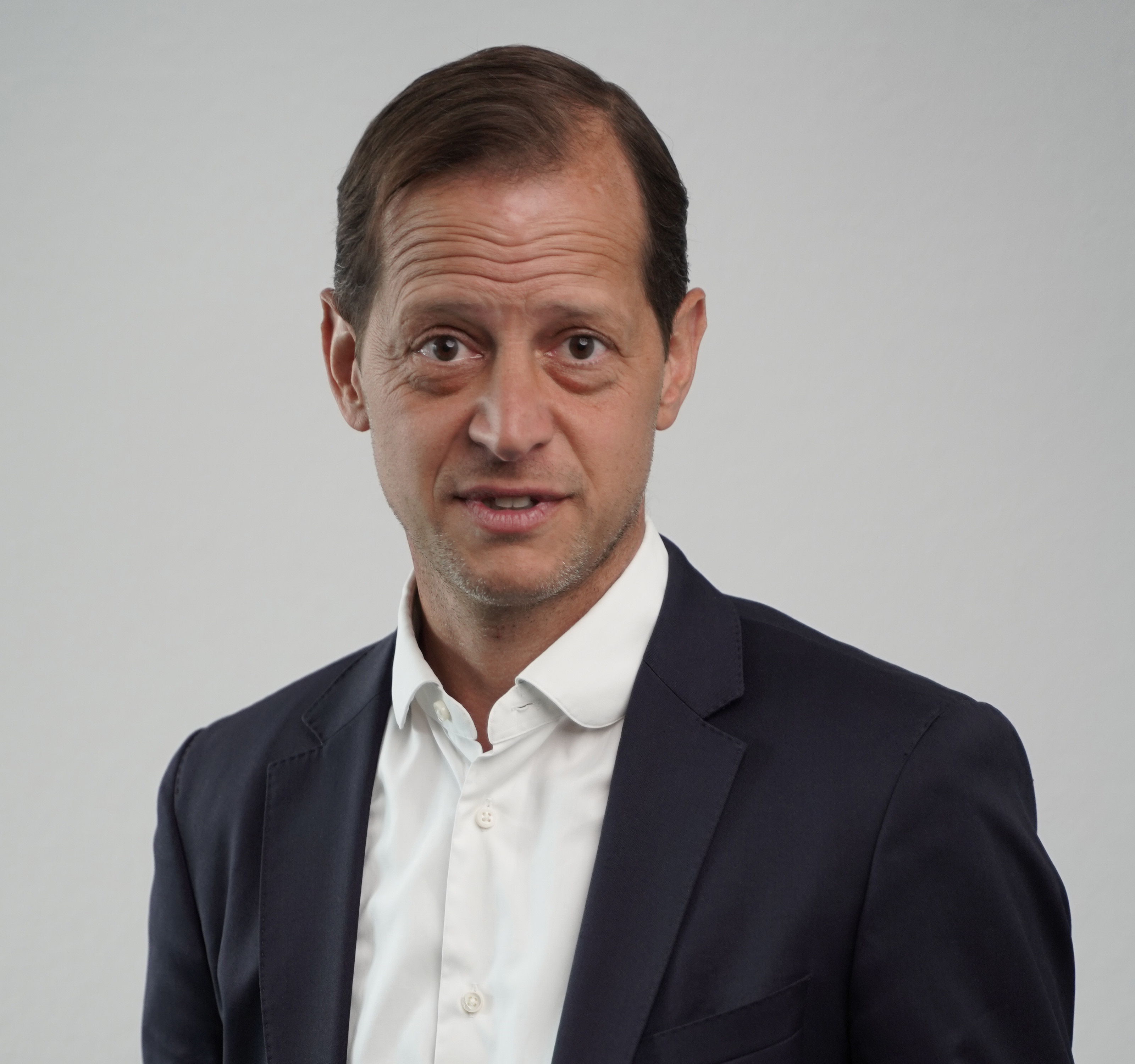
Roger Beckamp (* 1975)